# 2012年香港
|        | 香港歷史 \| 香港歷史年表                                                                                                   |
| 世紀： | 20世紀香港 \| 21世紀香港 \| 22世紀香港                                                                                     |
| 年代： | 1980年代香港 \| 1990年代香港 \| 2000年代香港 \| 2010年代香港 \| 2020年代香港 \| 2030年代香港 \| 2040年代香港               |
| 年份： | 2008年香港 \| 2009年香港 \| 2010年香港 \| 2011年香港 \| 2012年香港 \| 2013年香港 \| 2014年香港 \| 2015年香港 \| 2016年香港 |
| 紀年： | 壬辰年（龙年）、香港開埠171周年、香港回歸15周年                                                                            |

## 政府

### 行政

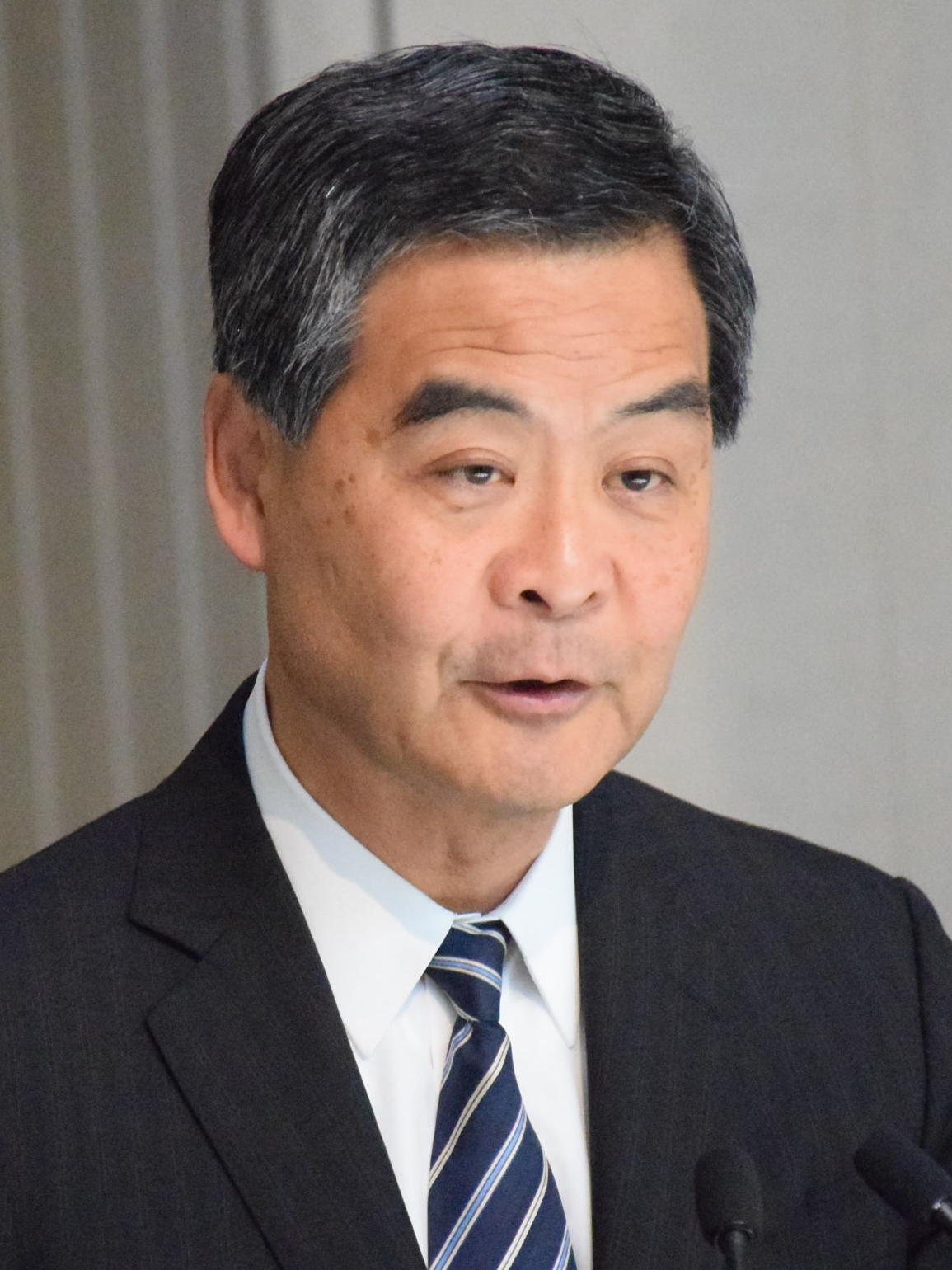
行政長官：梁振英
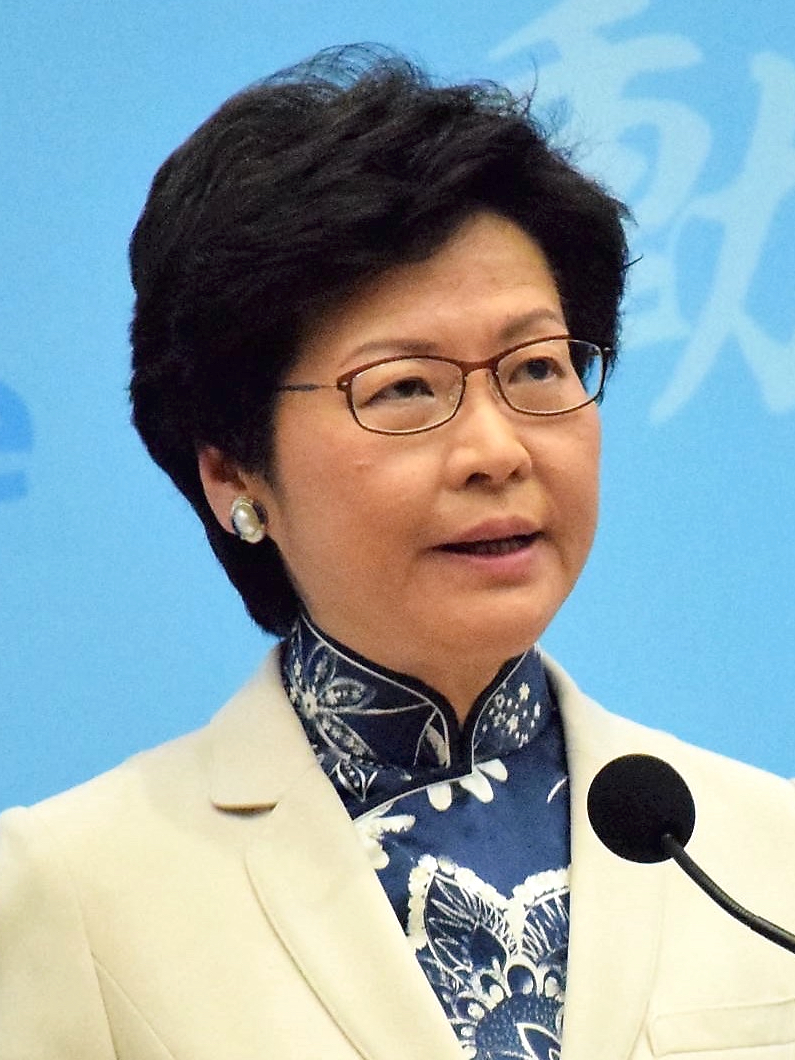
政務司司長：林鄭月娥
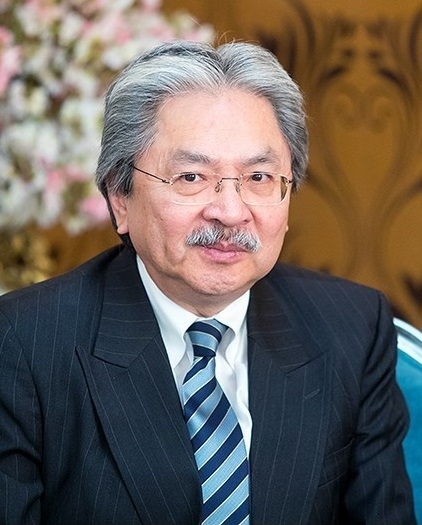
財政司司長：曾俊華
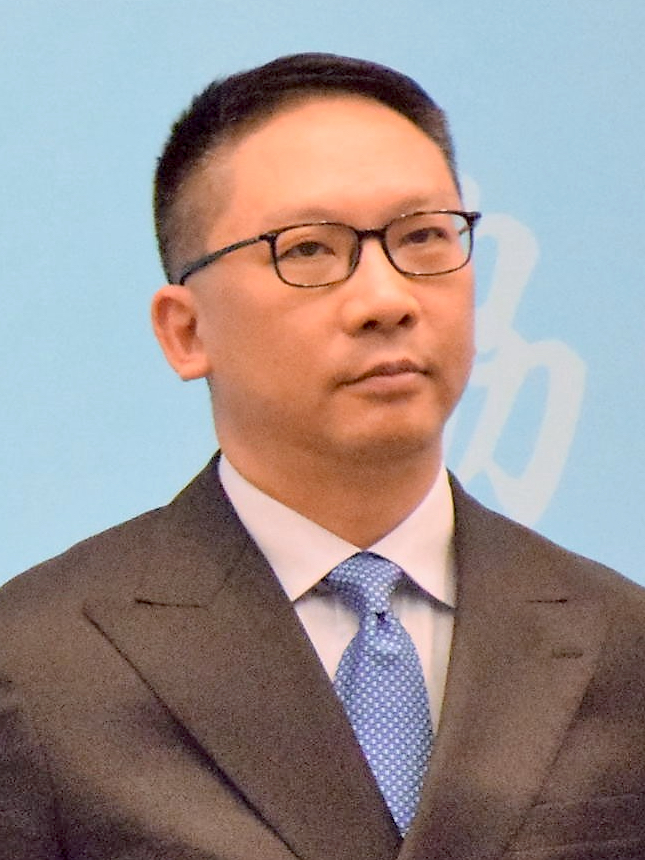
律政司司長：袁國強

### 立法

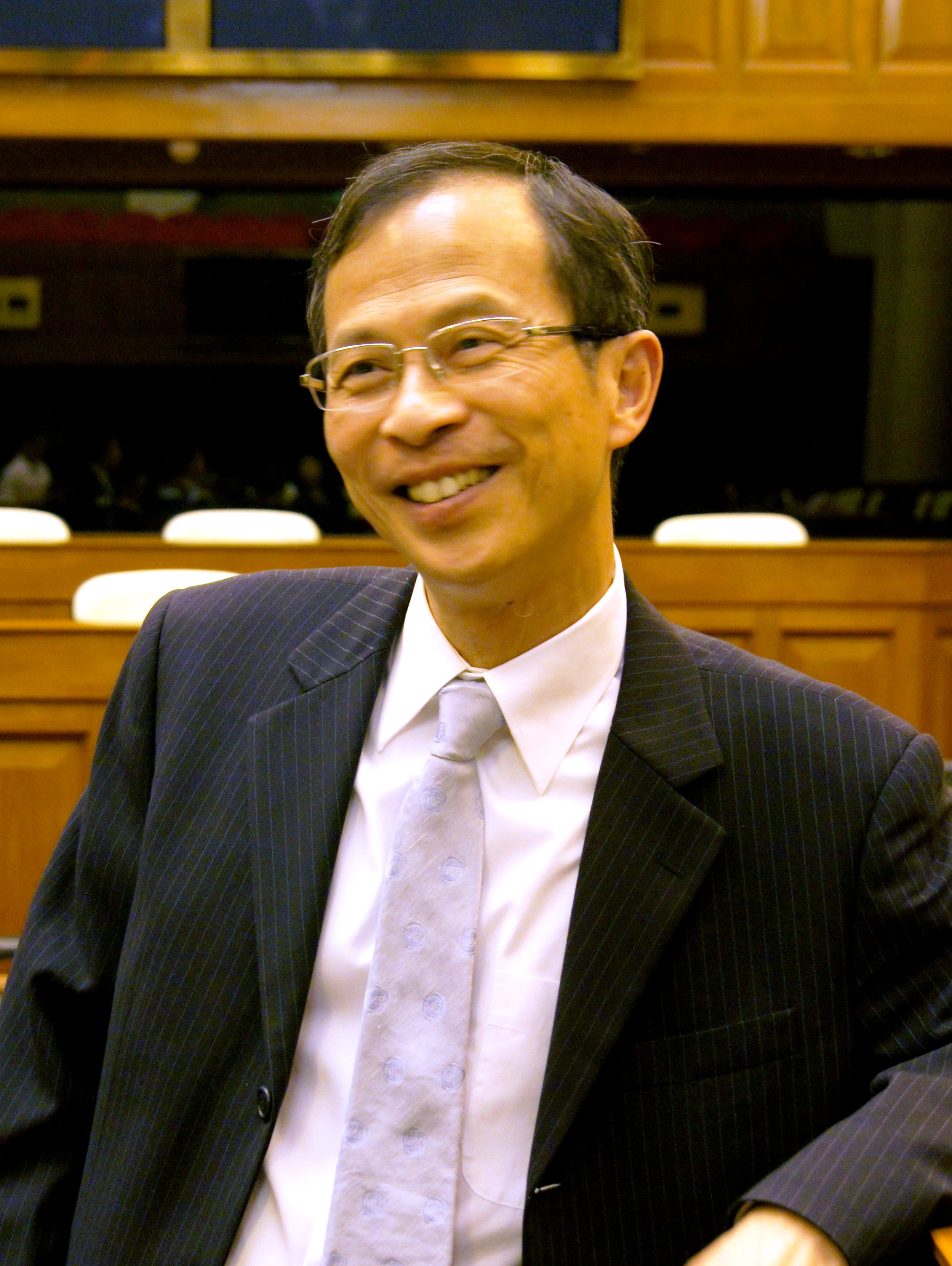
立法會主席：曾鈺成

### 司法

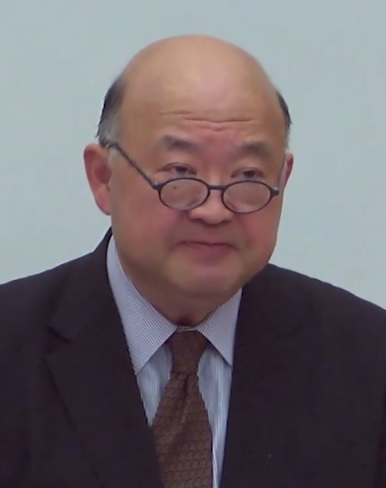
終審法院首席法官：馬道立

### 成員變動

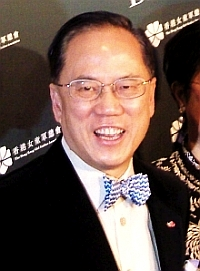
行政長官：曾蔭權（任期屆滿）
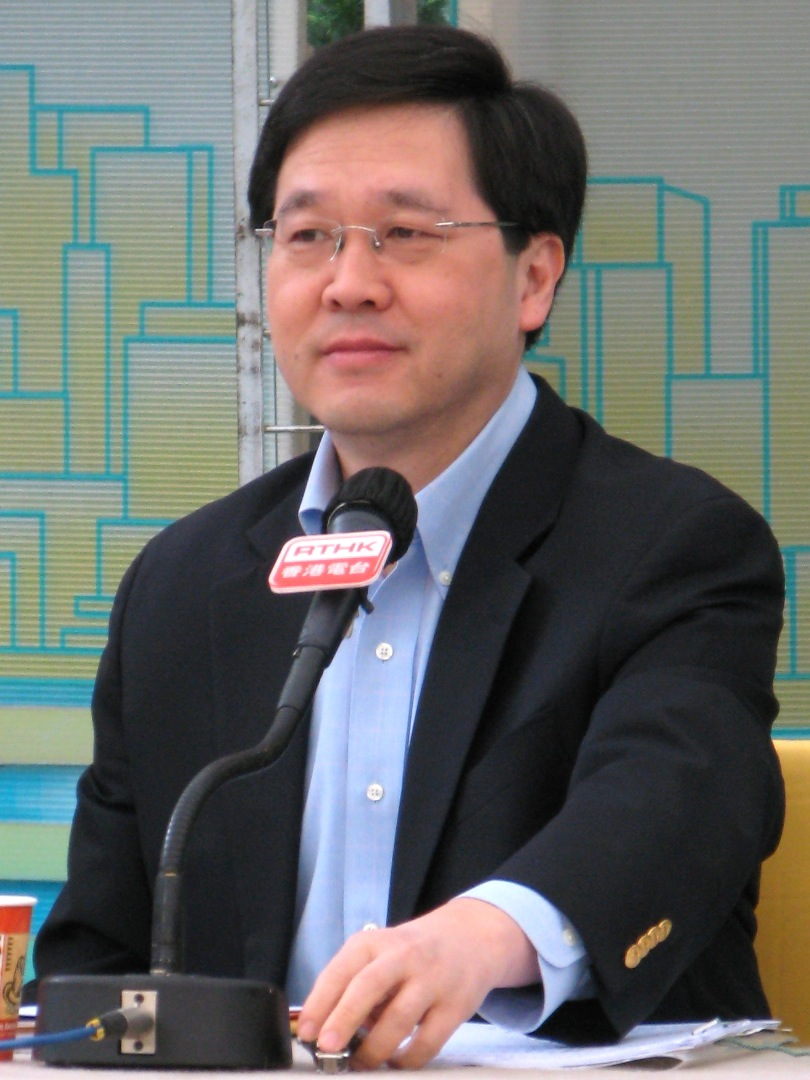
政務司司長：林瑞麟（任期屆滿）
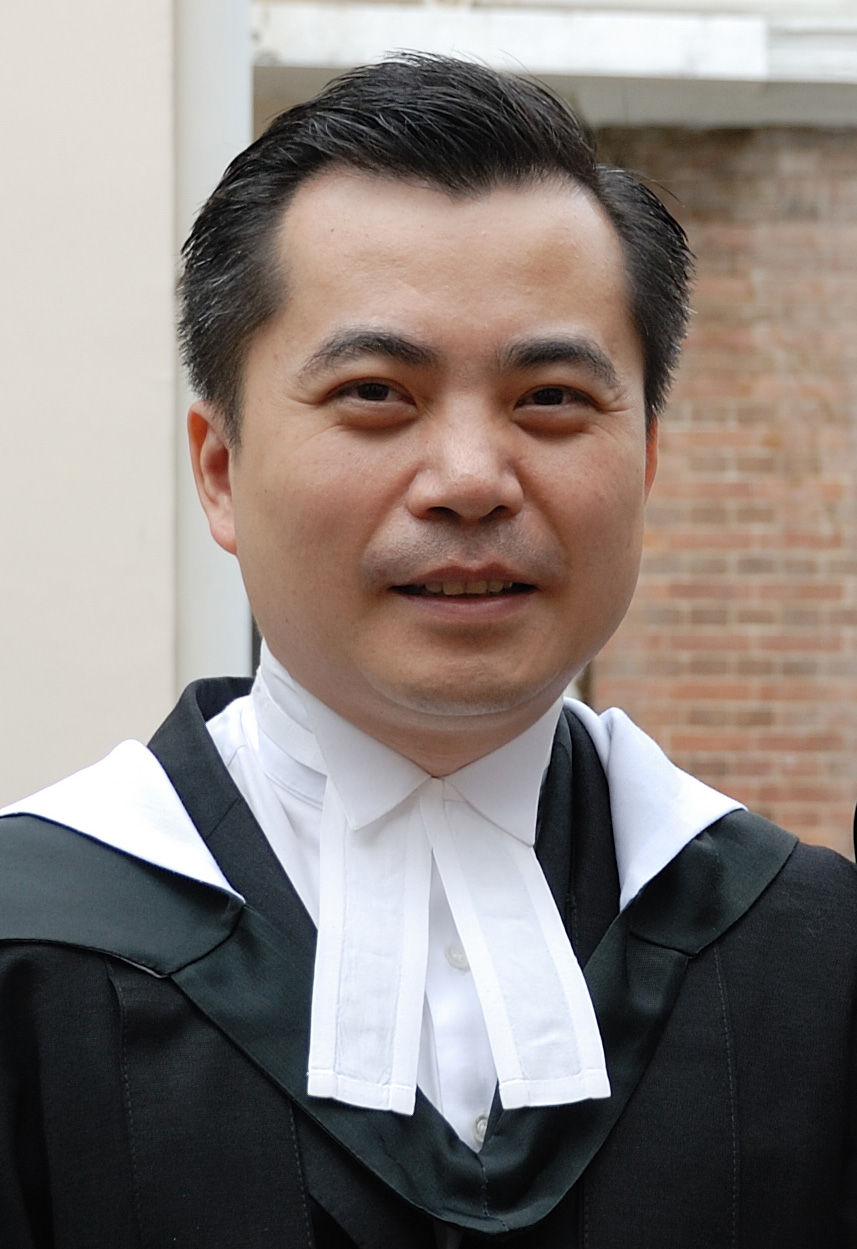
律政司司長：黃仁龍（任期屆滿）

## 概述

### 政治
- 第四屆香港特別行政區行政長官選舉在3月25日舉行，梁振英僅僅以689票當選。
- 人民力量黃毓民和陳偉業議员發起反對議员議席出缺安排条例草案的拉布戰。
- 2012年香港立法會選舉在9月9日舉行，每名選民可以有兩票，分別是其地區直選票及區議會 (第二) 功能界別選票。
- 民建聯的沙田區議員（R31鞍泰選區）楊祥利因破產而被判處取消民選議員資格，經過一輪補選後，其空缺由民建聯的招文亮奪得。

### 發展
- 新界東北發展區的諮詢9月下旬屆滿，屆滿前不少市民在發展局舉辦的論壇上抗議並引發衝突，要求政府撤回計劃。
- 5月11日，沙中線通過立法會撥款。6月22日，沙中線在紅磡貨運站舉行動工典禮。其中，馬頭圍道一段的工程封閉六條行車線中的三條，為時一年（页面存档备份，存于）。

### 教育
- 最後一屆開放予日校考生的香港高級程度會考在6月29日順利放榜；第一屆香港中學文憑考試在7月20日順利放榜。
- 政府決定在中小學推行德育及國民教育科，其中國民教育中心出版的《中國模式國情專題教學手冊》引發社會廣泛的爭議。學生組織學民思潮強烈要求政府撤回此科目。

### 民生
- 雙非孕婦來香港產子造成的爭議和「反蝗」風氣越演越烈。
- D&G禁止香港人攝影風波引起強烈反彈。
- 大量香港市民不滿內地車輛來港自駕遊政策的實施，即過境私家車一次性特別配額試驗計劃第二階段。
- 自9月起有網民召集多次發起光復上水站的行動，以抗議來自中國大陸的水貨攜帶者充斥著上水站，從事走私活動，長期霸佔著附近的通道，又促使到該區貨物價格上漲，影響到北區居民的生活。

### 災難

#### 天災
- 強颱風韋森特在7月23日吹襲香港，天文台發出自颱風約克襲港以來首次發出十號颶風信號，雖然無人死亡，但8,800棵[1]大樹被吹塌。

#### 人禍
- 7月的風暴襲港後大量膠粒從一艘貨輪上被吹倒的貨櫃傾瀉而出，膠粒隨水漂浮至香港的水域，污染香港多個海灘，多日來仍不能完全清理，是為香港膠災。
- 10月1日晚上，南丫島北角村西北面海域發生嚴重的撞船事故，一艘接載香港電燈員工及家屬的客輪被一艘港九小輪船隻撞沉，釀成39死92傷。為香港近四十年來最嚴重的海難。
- 11月19日，柴灣道發生交通意外，3死亡56受傷。

## 大事時序

### 10月
- 10月1日晚上8時20分：南丫島北角村西北面海域發生香港41年來最嚴重的海難，香港電燈客船南丫四號被港九小輪海泰號撞沉，釀成39人死92傷。[2]

- 10月3日：元朗印尼籍男傭工被殺案。
- 10月4日至6日︰港府宣佈為一連三天的「全港哀悼日」，儀式包括下半旗、默哀和輪船鳴笛等，以悼念南丫島撞船事故的遇難者。
- 10月4日：四名女子於美容院進行靜脈輸液療程後患上敗血病，當中三人遭高抗藥性膿腫分枝桿菌感染。四名病人有一人死亡，三人留醫。衛生署調查後發現至少44人曾在美容院接受相同療程，部分人血液亦初部驗出分枝桿菌。[3]
- 10月6日：基本法委員會副主任在一講座上，批抨香港法律界對中國與香港特區的關係欠缺理解。[4]
- 10月7日：七名候任立法會議員組成香港經濟民生聯盟，由梁君彥擔任主席，同日，基督和天主教會舉行接力哀悼活動。[5]
- 10月10日：立法會復會，七十名議員宣誓就任。經議員投票，曾鈺成再任立法會主席，張宇人取代劉慧卿擔任財委會主席，內務委員會正副主席則分別由梁君彥和湯家驊擔任。[6]
- 10月12日：香港單車運動員李慧詩在場地單車世界盃的哥倫比亞站，奪得爭先賽冠軍。[7]
- 10月12日：九巴稱有加價壓力，並希望重組路線。[8]
- 10月13日：醫院管理局計劃再引入海外醫生來港執業，以舒緩本地公營醫療系統壓力。[9]
- 10月13日：美國國會一個委員會發表《中國人權報告》，批評中國未有在香港落實一國兩制原則，以及香港新聞自由倒退等情況。[10]
- 10月15日：嶺南大學校長陳玉樹以健康為由辭職。[11]
- 10月16日：立法會20個事務委員會及小組委員會的正副主席，經議員投票選出。建制派在16個委員會中擔任主席。[12]
- 10月17日：立法會否決要求教育局局長吳克儉下台的動議。[13]
- 10月18日：立法會否決訂立標準工時議案。[14]
- 10月18日：申訴專員公署調查運輸署有否妥善監察專營巴士公司的行車班次。[15]
- 10月19日：香港電台節目The Pulse揭發港鐵在夏慤花園南港島綫工地挖到威靈頓炮台的海堤遺跡，但古物古蹟辦事處未有向公眾公佈，並容許繼續動工。事件在29日再為中文媒體蘋果日報報導。[16]
- 10月中：輿論熱議啟德體育園區用地應否轉為公屋用地、長者生活津貼應否設下資產審查及龍尾灘應否建造人工沙灘。
- 10月20日：香港金融管理局入市沽售港元，同時購入美元，以信守聯繫匯率的強方兌換保證水平。[17]
- 10月21日：維港渡海泳舉辦，近1,700人參與。[18]
- 10月21日：尖沙咀麼地道發生罕見車禍，一輪旅遊巴在轉彎時與一架的士相撞，的士車身翻轉並遭旅遊巴壓住，但所幸無人死亡。[19]
- 10月21日：香港數碼廣播停播風波：香港數碼廣播有限公司義播結束，多人連日在添馬艦政府總部外出席集會，要求政府介入，其中節目主持樓南光及民間電台台長曾健成先後開始絕食抗議。此前一日數碼電台公佈一段會議錄音，指電台遭撤資與中聯辦有關。[20]
- 10月22日：上海街226號3樓命案。
- 10月24日：政府宣佈不會撤回龍尾灘的人工沙灘方案。[21]
- 10月24日：香港金融管理局在24小時內三度入市，共注資超過143億港元，以信守聯繫匯率的強方兌換保證水平。連同20日的入市，金管局在一星期內四度干預市場。[22]
- 10月25日：國務院港澳辦前副主任陳佐洱，指「港獨」在香港抬頭。[23]
- 10月26日：建造中的港珠澳大橋人工島發生致命工業意外，1死14人受傷。[24]
- 10月26日：食物及衞生局局長高永文在立法會公佈衞生防護中心總監曾浩輝在9月底請辭，並於年底離任。[25]
- 10月26日：立法會財委會通過中止待續動議，押後審議特惠生果金撥款。[26]
- 10月27日：政府宣佈增加額外印花稅及設立買家印花稅，試圖壓抑樓價。[27]
- 10月30日：行政會議成員林奮強被指在政府推行新印花稅前偷步賣樓，後陸續揭露該售樓交易牽涉其他不尋常利益關係。[28]

## 逝世
- 2月18日：李栢儉（87歲），香港大律師，曾任高等法院法官。
- 5月11日：李子誦（100歲），《文匯報》前社長，在香港病逝。[29]
- 5月21日：羅斌（89歲），《新報》創辦人，因腎衰竭於加拿大病逝。[30]
- 5月24日：胡秀英教授（104歲），香港植物學家，中文大學生命科學學院名譽院士、生物系榮譽高級研究員。香港中文大學生命科學學院（页面存档备份，存于）
- 6月30日：羅慧娟（45歲），藝人，因胰臟癌病逝。[31]
- 8月6日：陳燦林（76歲），60年代著名香港足球員去世。[32]
- 8月7日：施偉賢（80歲），前立法局主席，病逝。[33]
- 10月1日：關山（83歲），資深演員，關之琳父親，病逝。[34]
- 10月4日：惠天賜（55歲），香港男演員，惠英紅胞兄，被發現倒斃北京寓所。[35]
- 10月13日：司徒錦源（45歲），香港電影及電視編劇，因肺癌病逝。[36]
- 10月21日：勞思光（85歲），哲學大師，曾任香港中文大學哲學系教授，在家跌倒，最終搶救無效去世。[37]
- 11月7日：羅冠樵（94歲），《兒童樂園》創辦人去世。[38]
- 12月9日：鄧紹斌（43歲），曾寫信給時任特首董建華尋求安樂死。因細菌入血致敗血症病逝。[39]

## 其他資訊

### 活動

#### 演唱會

##### 紅磡體育館
- 1月
  - 郭富城
  - 謝安琪
  - 關心妍
  - 梁漢文
- 2月
  - 福祿壽
  - 黃偉文
  - 任賢齊
  - 陳奐仁
- 3月
  - 林憶蓮
  - 黃小琥
  - 刀郎
  - 黃凱芹
  - 張信哲
- 4月
  - 胡楓
  - 蔡楓華
  - 許冠傑
  - 達明一派
- 5月
  - 太極
  - 五月天
  - 張惠妹
- 6月
  - 林宥嘉
- 7月
  - 薛凱琪
  - 黃貫中
  - 譚詠麟、杜麗莎
  - 羅大佑
- 8月
  - 曹格
  - 太極
  - 鄭伊健
- 9月
  - 梁靜茹
  - 王力宏
  - 葉蒨文
- 10月
  - 軟硬天師、草蜢
- 11月
  - 軟硬天師、草蜢
  - 顧嘉煇
- 12月
  - 顧嘉煇
  - RubberBand
  - 楊丞琳
  - 湯寶如
  - 蕭敬騰
  - Shine

##### 伊利沙伯體育館
- 2月
  - 李麗霞、蘇珊、蔣慶龍
  - Mika Singh
  - 張德蘭、顧嘉煇
- 4月
  - 羅敏莊
  - 陳浩德
  - 區瑞強
- 8月
  - 蘇永康
- 12月
  - 純子
  - 周國賢

### 節慶
下列節慶，如無註明，均是香港的公眾假期，同時亦是法定假日（俗稱勞工假期）。有 # 號者，不是公眾假期或法定假日（除非適逢星期日或其它假期），但在商業炒作下，市面上有一定節慶氣氛，傳媒亦對其活動有所報導。詳情可參看香港節日與公眾假期。
- 1月1日（星期日）：元旦
- 1月2日（星期一）：元旦翌日（補1月1日）
- 1月23日（星期一）：農曆年初一
- 1月24日（星期二）：農曆年初二
- 1月25日（星期三）：農曆年初三
- 4月4日（星期三）：清明節及兒童節 #
- 4月6日（星期五）：耶穌受難節（是公眾假期，但不是法定假日）
- 4月7日（星期六）：耶穌受難節翌日（是公眾假期，但不是法定假日）
- 4月9日（星期一）：復活節星期一（是公眾假期，但不是法定假日）
- 4月28日（星期六）：佛誕（是公眾假期，但不是法定假日）
- 5月1日（星期二）：勞動節
- 6月23日（星期六）：端午節
- 7月1日（星期日）：香港特別行政區成立紀念日
- 7月2日（星期一）：香港特別行政區成立紀念日翌日（補7月1日）
- 9月30日（星期日）：中秋節 #
- 10月1日（星期一）：中華人民共和國國慶日及中秋節翌日
- 10月2日（星期二）：中華人民共和國國慶日翌日（補10月1日）
- 10月23日（星期二）：重陽節
- 10月31日（星期三）：萬聖夜 #
- 12月21日（星期五）：冬至（是法定假日，但不是公眾假期，根據法定假日放假的機構，或會聖誕節放假，冬至不放假。部份機構或會提早下班）
- 12月24日（星期一）：平安夜#（不是公眾假期或法定假日，但部份機構或會提早下班或放假一天）
- 12月25日（星期二）：聖誕節（根據法定假日放假的機構，或會冬至放假，聖誕節不放假）
- 12月26日（星期三）：聖誕節後第一個周日（是公眾假期，但不是法定假日）
- 12月31日（星期一）：公曆除夕# （不是公眾假期或法定假日，但部份機構或會提早下班或放假一天）

### 獎項

#### 第31屆香港電影金像獎
- 最佳電影：桃姐
- 最佳導演：許鞍華（桃姐）
- 最佳編劇：陳淑賢（桃姐）
- 最佳男主角：劉德華（桃姐）
- 最佳女主角：葉德嫻（桃姐）
- 最佳男配角：盧海鵬（奪命金）
- 最佳女配角：蘇杏璇（奪命金）
- 最佳新演員：蕭敬騰《殺手歐陽盆栽》
- 最佳攝影：包軒鳴﹑黎耀輝（武俠）
- 最佳剪接：邱志偉（龍門飛甲）
- 最佳美術指導：奚仲文、劉敏雄（龍門飛甲）
- 最佳服裝造型設計：張叔平（讓子彈飛）
- 最佳動作設計：元彬﹑藍海瀚﹑孫建魁 （龍門飛甲）
- 最佳音響效果：金石源（龍門飛甲）
- 最佳視覺效果：Wook Kim、Josh Cole、鐘智行（龍門飛甲）
- 最佳原創電影音樂：陳光榮、金培達、Chatchai Pongprapaphan（武俠）
- 最佳原創電影歌曲：兩心花（出軌的女人）；作曲：恭碩良；填詞：潘源良；主唱：林憶蓮
- 新晉導演：曾翠珊（大藍湖）
- 最佳兩岸華語電影：那些年，我們一起追的女孩
- 專業精神獎：方浩源
- 終身成就獎：倪匡
- 典禮最佳衣著獎：劉青雲（男）、舒淇（女）

#### 電視廣播有限公司獎項
- 香港小姐冠軍：張名雅
- 最佳男主角：黎耀祥
- 最佳女主角：楊怡
- 萬千光輝演藝大獎（終身演藝成就獎）：汪明荃
- 最受歡迎男歌星：林峯
- 最受歡迎女歌星：容祖兒
- 金曲金獎：留白（王菀之）

## 資料來源

### 外部連結
| 香港新聞動態 |
| \| - 2024年香港：1月 - 2月 - 3月 - 4月 - 5月 - 6月 - 7月 - 8月 - 9月 - 10月 - 11月 - 12月 - 2023年香港：1月 - 2月 - 3月 - 4月 - 5月 - 6月 - 7月 - 8月 - 9月 - 10月 - 11月 - 12月 - 2022年香港：1月 - 2月 - 3月 - 4月 - 5月 - 6月 - 7月 - 8月 - 9月 - 10月 - 11月 - 12月 - 2021年香港：1月 - 2月 - 3月 - 4月 - 5月 - 6月 - 7月 - 8月 - 9月 - 10月 - 11月 - 12月 - 2020年香港：1月 - 2月 - 3月 - 4月 - 5月 - 6月 - 7月 - 8月 - 9月 - 10月 - 11月 - 12月 - 2019年香港：1月 - 2月 - 3月 - 4月 - 5月 - 6月 - 7月 - 8月 - 9月 - 10月 - 11月 - 12月 - 2018年香港：1月 - 2月 - 3月 - 4月 - 5月 - 6月 - 7月 - 8月 - 9月 - 10月 - 11月 - 12月 - 2017年香港：1月 - 2月 - 3月 - 4月 - 5月 - 6月 - 7月 - 8月 - 9月 - 10月 - 11月 - 12月 - 2016年香港：1月 - 2月 - 3月 - 4月 - 5月 - 6月 - 7月 - 8月 - 9月 - 10月 - 11月 - 12月 - 2015年香港：1月 - 2月 - 3月 - 4月 - 5月 - 6月 - 7月 - 8月 - 9月 - 10月 - 11月 - 12月 - 2014年香港：1月 - 2月 - 3月 - 4月 - 5月 - 6月 - 7月 - 8月 - 9月 - 10月 - 11月 - 12月 - 2013年香港：1月 - 2月 - 3月 - 4月 - 5月 - 6月 - 7月 - 8月 - 9月 - 10月 - 11月 - 12月 - 2012年香港：1月 - 2月 - 3月 - 4月 - 5月 - 6月 - 7月 - 8月 - 9月 - 10月 - 11月 - 12月 - 2011年香港：1月 - 2月 - 3月 - 4月 - 5月 - 6月 - 7月 - 8月 - 9月 - 10月 - 11月 - 12月 - 2010年香港：1月 - 2月 - 3月 - 4月 - 5月 - 6月 - 7月 - 8月 - 9月 - 10月 - 11月 - 12月 - 2009年香港：1月 - 2月 - 3月 - 4月 - 5月 - 6月 - 7月 - 8月 - 9月 - 10月 - 11月 - 12月 - 2008年香港：1月 - 2月 - 3月 - 4月 - 5月 - 6月 - 7月 - 8月 - 9月 - 10月 - 11月 - 12月 - 2007年香港：1月 - 2月 - 3月 - 4月 - 5月 - 6月 - 7月 - 8月 - 9月 - 10月 - 11月 - 12月 - 2006年香港：1月 - 2月 - 3月 - 4月 - 5月 - 6月 - 7月 - 8月 - 9月 - 10月 - 11月 - 12月 - 2005年香港：1月 - 2月 - 3月 - 4月 - 5月 - 6月 - 7月 - 8月 - 9月 - 10月 - 11月 - 12月 - 2004年香港：1月 - 2月 - 3月 - 4月 - 5月 - 6月 - 7月 - 8月 - 9月 - 10月 - 11月 - 12月 - 2003年香港：1月 - 2月 - 3月 - 4月 - 5月 - 6月 - 7月 - 8月 - 9月 - 10月 - 11月 - 12月 - 2002年香港：1月 - 2月 - 3月 - 4月 - 5月 - 6月 - 7月 - 8月 - 9月 - 10月 - 11月 - 12月 - 2001年香港：1月 - 2月 - 3月 - 4月 - 5月 - 6月 - 7月 - 8月 - 9月 - 10月 - 11月 - 12月 - 2000年香港：1月 - 2月 - 3月 - 4月 - 5月 - 6月 - 7月 - 8月 - 9月 - 10月 - 11月 - 12月 - 1999年香港：1月 - 2月 - 3月 - 4月 - 5月 - 6月 - 7月 - 8月 - 9月 - 10月 - 11月 - 12月 - 1998年香港：1月 - 2月 - 3月 - 4月 - 5月 - 6月 - 7月 - 8月 - 9月 - 10月 - 11月 - 12月 - 1997年香港：1月 - 2月 - 3月 - 4月 - 5月 - 6月 - 7月 - 8月 - 9月 - 10月 - 11月 - 12月 參 \| |
| - 2024年香港：1月 - 2月 - 3月 - 4月 - 5月 - 6月 - 7月 - 8月 - 9月 - 10月 - 11月 - 12月 - 2023年香港：1月 - 2月 - 3月 - 4月 - 5月 - 6月 - 7月 - 8月 - 9月 - 10月 - 11月 - 12月 - 2022年香港：1月 - 2月 - 3月 - 4月 - 5月 - 6月 - 7月 - 8月 - 9月 - 10月 - 11月 - 12月 - 2021年香港：1月 - 2月 - 3月 - 4月 - 5月 - 6月 - 7月 - 8月 - 9月 - 10月 - 11月 - 12月 - 2020年香港：1月 - 2月 - 3月 - 4月 - 5月 - 6月 - 7月 - 8月 - 9月 - 10月 - 11月 - 12月 - 2019年香港：1月 - 2月 - 3月 - 4月 - 5月 - 6月 - 7月 - 8月 - 9月 - 10月 - 11月 - 12月 - 2018年香港：1月 - 2月 - 3月 - 4月 - 5月 - 6月 - 7月 - 8月 - 9月 - 10月 - 11月 - 12月 - 2017年香港：1月 - 2月 - 3月 - 4月 - 5月 - 6月 - 7月 - 8月 - 9月 - 10月 - 11月 - 12月 - 2016年香港：1月 - 2月 - 3月 - 4月 - 5月 - 6月 - 7月 - 8月 - 9月 - 10月 - 11月 - 12月 - 2015年香港：1月 - 2月 - 3月 - 4月 - 5月 - 6月 - 7月 - 8月 - 9月 - 10月 - 11月 - 12月 - 2014年香港：1月 - 2月 - 3月 - 4月 - 5月 - 6月 - 7月 - 8月 - 9月 - 10月 - 11月 - 12月 - 2013年香港：1月 - 2月 - 3月 - 4月 - 5月 - 6月 - 7月 - 8月 - 9月 - 10月 - 11月 - 12月 - 2012年香港：1月 - 2月 - 3月 - 4月 - 5月 - 6月 - 7月 - 8月 - 9月 - 10月 - 11月 - 12月 - 2011年香港：1月 - 2月 - 3月 - 4月 - 5月 - 6月 - 7月 - 8月 - 9月 - 10月 - 11月 - 12月 - 2010年香港：1月 - 2月 - 3月 - 4月 - 5月 - 6月 - 7月 - 8月 - 9月 - 10月 - 11月 - 12月 - 2009年香港：1月 - 2月 - 3月 - 4月 - 5月 - 6月 - 7月 - 8月 - 9月 - 10月 - 11月 - 12月 - 2008年香港：1月 - 2月 - 3月 - 4月 - 5月 - 6月 - 7月 - 8月 - 9月 - 10月 - 11月 - 12月 - 2007年香港：1月 - 2月 - 3月 - 4月 - 5月 - 6月 - 7月 - 8月 - 9月 - 10月 - 11月 - 12月 - 2006年香港：1月 - 2月 - 3月 - 4月 - 5月 - 6月 - 7月 - 8月 - 9月 - 10月 - 11月 - 12月 - 2005年香港：1月 - 2月 - 3月 - 4月 - 5月 - 6月 - 7月 - 8月 - 9月 - 10月 - 11月 - 12月 - 2004年香港：1月 - 2月 - 3月 - 4月 - 5月 - 6月 - 7月 - 8月 - 9月 - 10月 - 11月 - 12月 - 2003年香港：1月 - 2月 - 3月 - 4月 - 5月 - 6月 - 7月 - 8月 - 9月 - 10月 - 11月 - 12月 - 2002年香港：1月 - 2月 - 3月 - 4月 - 5月 - 6月 - 7月 - 8月 - 9月 - 10月 - 11月 - 12月 - 2001年香港：1月 - 2月 - 3月 - 4月 - 5月 - 6月 - 7月 - 8月 - 9月 - 10月 - 11月 - 12月 - 2000年香港：1月 - 2月 - 3月 - 4月 - 5月 - 6月 - 7月 - 8月 - 9月 - 10月 - 11月 - 12月 - 1999年香港：1月 - 2月 - 3月 - 4月 - 5月 - 6月 - 7月 - 8月 - 9月 - 10月 - 11月 - 12月 - 1998年香港：1月 - 2月 - 3月 - 4月 - 5月 - 6月 - 7月 - 8月 - 9月 - 10月 - 11月 - 12月 - 1997年香港：1月 - 2月 - 3月 - 4月 - 5月 - 6月 - 7月 - 8月 - 9月 - 10月 - 11月 - 12月 參       |

1. ↑  容量有限，本表只列出香港回歸以來各年各月香港新聞動態。關於更早年代的各年各月香港新聞動態，詳見於某年香港（某年表示1997年之前的公曆年份）。